# Lentalius dorsopictus
Lentalius dorsopictus är en skalbaggsart som först beskrevs av Leon Fairmaire 1902.  Lentalius dorsopictus ingår i släktet Lentalius och familjen långhorningar.
Artens utbredningsområde är Madagaskar. Inga underarter finns listade i Catalogue of Life.